# 뎃판야키

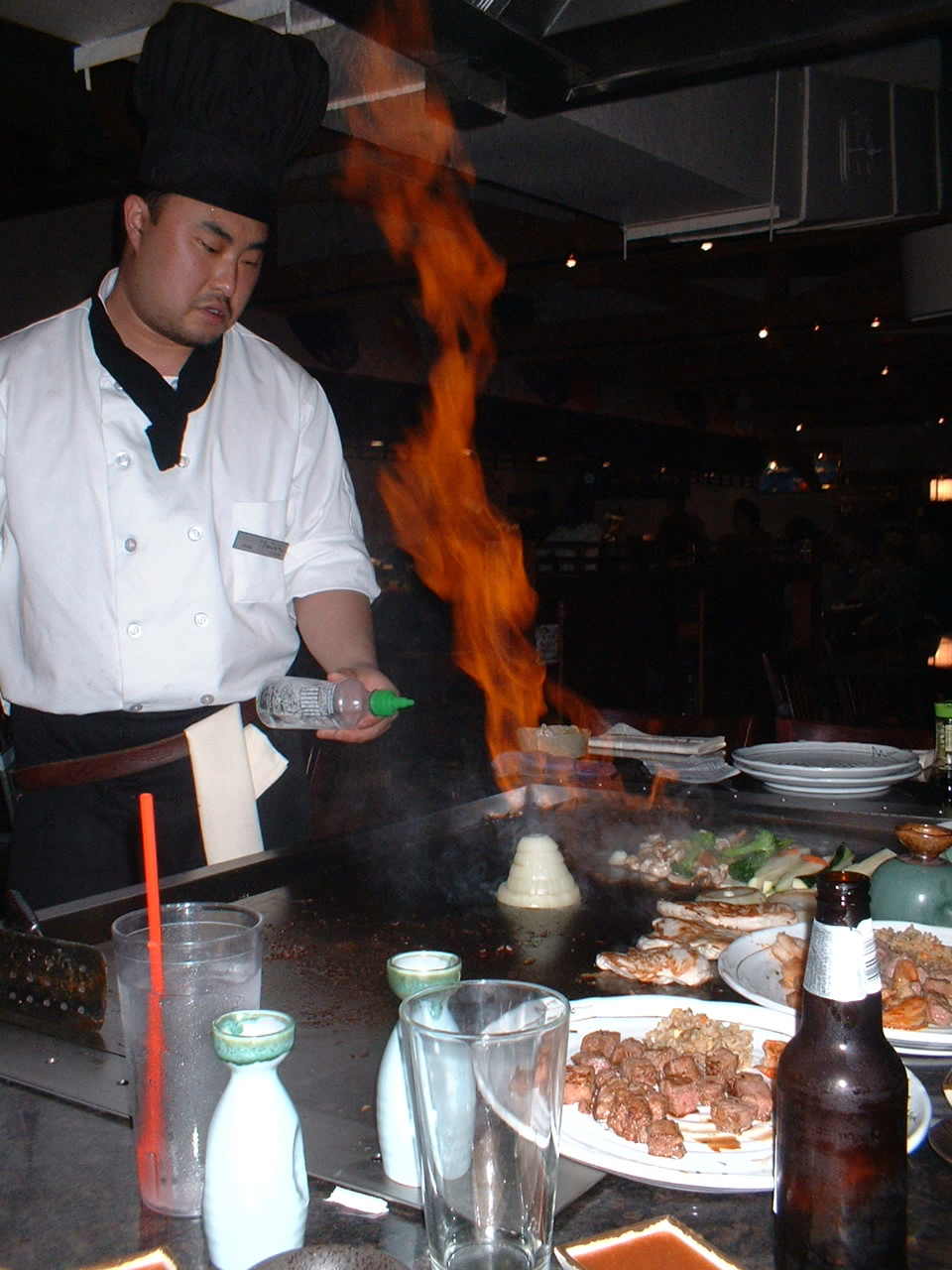
스테이크 뎃판야키

뎃판야키(일본어: 鉄板焼き)는 일본의 조리법 중 하나로, 철판을 사용하여 요리하는 방법을 가리킨다. 이 방법으로 조리한 요리 자체 또는 동종의 요리를 제공하는 음식점을 가리키기도 한다. 일본 이외에 나라에서는 Teppanyaki(てっぱんやき의 독음) 나 촉음 っ를 제외한 채 Tepanyaki라는 이름으로 일본 요리로서 보급하고 있다. 또한 대한민국 내에서는 뎃판야키 외에도 테판야키 나 데판야키 로도 불리고 있다.이것은 1964년 뉴욕에 오픈한 베니하나 (Benihana) 같은 일본 요리 체인점에서 뎃판야키가 공급된 데 따른 것이다.

## 같이 보기
- 일본 요리